# 菊池日出夫
菊池 日出夫（きくち ひでお、1949年9月30日 - ）は、日本の絵本作家。代表作に『のらっこの本』シリーズ等がある。

## 経歴
長野県南佐久郡生まれ。東京デザインカレッジに入学するが、廃校となり、以後、独学で絵画を学ぶ。

## 著作
- 『ヤマのうた』童心社、1994.4
- 『いねかりやすみ』福音館書店、のらっこの絵本シリーズ3、1991.1
- 『さんねんごい』福音館書店、のらっこの絵本シリーズ1、1991.1
- 『はるまつり』福音館書店、のらっこの絵本シリーズ2、1991.1
- 『ゆきがっせん』福音館書店、のらっこの絵本シリーズ4、1991.1
- 『やまばと』童心社、1981.2
- 『おどる牛』川重茂子 作 ; 菊池日出夫 絵、文研出版、1989.9
- 『コイ・フナの絵本』高見澤今朝雄 編 ; きくちひでお 画、農山漁村文化協会、2010.6
- 『こだぬきのおんがえし』長谷川摂子 文 ; 菊池日出夫 絵、岩波書店、2009.1
- 『カキの絵本』まつむらひろゆき 編 ; きくちひでお 画、農山漁村文化協会、2001.3
- 『ニワトリの絵本』やまがみよしひさ 編 ; きくちひでお 画、農山漁村文化協会、1999.4[2]